# Zevar úzkolistý
Zevar úzkolistý (Sparganium angustifolium) je druh jednoděložné rostliny, podle systému APG III patří do čeledi orobincovitých (Typhaceae).

## Popis
Jedná se o vytrvalou bažinnou až vodní rostlinu s oddenkem, kořenící v zemi, dorůstají výšky nejčastěji 10–100 cm (plovoucí rostliny někdy až 200 cm délky). Listy jsou jednoduché, střídavé, přisedlé, uspořádané do 2 řad. Lodyhy včetně listů bývají vzplývající na hladině, vzpřímené formy nejsou časté. Čepele jsou celistvé, čárkovité, ploché nebo na kýlu trochu vypouklé ale ne trojhranné, se souběžnou žilnatinou, jsou asi 2-5, vzácně až 10 mm široké. Květy jsou ve složených květenstvích, hustých kulovitých hlávkách, hlávky jsou uspořádány do jednoduchého hroznu (nikoliv do laty jako je tomu u zevaru vzpřímeného). Jedná se o jednodomou rostlinu, květy jsou jednopohlavné, oddělené do zvláštních částí květenství, dole jsou hlávky samičí, nahoře samčí. Samičích hlávek bývá 2-5, samčích 2-4, samčí jsou navzájem dosti sblížené. Dolní listen bývá 2-4x delší než celé květenství (u zevaru nejmenšího je kratší než květenství). Okvětí je šupinovité, volné, v 1-2 přeslenech. Okvětních lístků 3-4, vzácněji 1-6, okvětní lístky jsou na špičce světle hnědé. Samčí květy obsahují 3 tyčinky, vzácněji 1-6 tyčinek (závisí to na poloze květu v květenství). Pyl se šíří pomocí větru. V samičích květech je gyneceum složené nejčastěji z 1 plodolistu, je monomerické. Semeník je svrchní. Plodem je peckovice s 1 peckou nebo oříšek, také záleží na interpretaci.

## Rozšíření ve světě
Zevar úzkolistý je cirkumpolární druh, roste v severní Evropě, souvisle ve Skandinávii, v jižnějších oblastech se s ním setkáme hlavně ve vysokých horách, například v Alpách. Dále roste v severní Asii a v Severní Americe, zde hlavně v Kanadě a na Aljašce. Na Slovensku se vyskytuje např. ve Druhém Roháčském plese. Mapka rozšíření zde: .

## Rozšíření v Česku
V České republice kdysi rostl na březích Plešného jezera a Černého jezera na Šumavě. V důsledku acidifikace jezer však vyhynul a byl prohlášen za taxon v ČR vyhynulý. Později se však v mělkém litorálu Plešného jezera začal obnovovat ze semen uchovaných v sedimentu a od roku 2008 je znovu zaznamenáván v počtu desítek až stovek jedinců.